# Olivier Vernet
Pour les articles homonymes, voir Vernet.
Olivier Vernet, né à Vichy le 30 septembre 1964, est un organiste et professeur de musique classique français.

## Biographie
Olivier Vernet, né à Vichy le 30 septembre 1964, étudie l'orgue avec Gaston Litaize au conservatoire de Saint-Maur-des-Fossés, puis avec Marie-Claire Alain à celui de Rueil-Malmaison, où il remporte le premier prix de virtuosité à l'unanimité du jury,. Il reçoit également le premier prix d'orgue au Conservatoire de Paris dans la classe de Michel Chapuis et en 1991, le premier grand prix international d’orgue de Bordeaux.
Après avoir servi pendant 15 ans en tant qu'organiste cotitulaire à l'église Saint-Louis de Vichy sur le célèbre orgue Bernard Aubertin, il devient organiste titulaire du Grand Orgue de la cathédrale de Monaco en janvier 2006 à la suite d'une sélection internationale.
Olivier Vernet est professeur de musique à l'Académie de musique Rainier III de Monaco et au conservatoire de Nice depuis septembre 2007 ; il est également directeur artistique du festival international d'orgue de Monaco et du festival d'orgue de Mougins,.
Avec Cédric Meckler (MD, PhD), il fonde en 2006 une formation d'orgue à quatre mains : Vernet-Meckler Organ duet.
Il se produit régulièrement en soliste avec différents orchestres (Orchestre Philharmonique de Monte-Carlo avec Marek Janowski, Lawrence Foster, Jean-Claude Casadessus, Kazuki Yamada ; Orchestre Philharmonique de Nice avec Michel Plasson ; Orchestres de Metz avec David Reiland, de Picardie et d’Auvergne avec Arie van Beek, de St-Etienne avec Laurent Campellone ; Orchestre de Chambre de Lyon avec Philippe Fournier ; Ensemble vocal Accentus avec Laurence Equilbey ; Ensemble Musicatreize avec Roland Hayrabedian,…) ou ensembles de musique ancienne (Stradivaria avec Daniel Cuiller ; Ensemble Matheus avec Jean-Christophe Spinosi ; A Sei Voci avec Bernard Fabre-Garrus ; Elémens et Ensemble Jacques Moderne avec Joël Suhubiette ;  Lachrimæ Consort avec Philippe Foulon ; Simphonie du Marais avec Hugo Reyne,…).
Olivier Vernet est chevalier de l’ordre des Arts et des Lettres, et de l’Ordre monégasque du Mérite Culturel ; il est lauréat des fondations Bleustein-Blanchet pour la Vocation, Yehudi Menuhin, et Aram Khatchatourian.
Il est le frère de la cantatrice Isabelle Vernet.

## Discographie
Olivier Vernet a enregistré plus d'une centaine de disques à l'orgue, notamment de compositions de Bach,,.
En 2004, à l’orgue, mais également à la direction de l’Ensemble ... in Ore mel... , il enregistre  "Cantica Nativitatis 1676" et "Pour un Reposoir" de Marc-Antoine Charpentier pour le label Ligia Digital.
On notera en particulier les intégrales de référence selon la presse spécialisée : les œuvres pour orgue de J.S Bach, C.P.E Bach, Bruhns, Buxtehude, Clérambault, Couperin, De Grigny, Hanff, Kneller, Reubke avec Muza Rubackyté, Franck, Schumann, Liszt incluant un CD avec Laurent Cabasso ; les œuvres pour orgue à 2 et 4 mains de Mozart, Mendelssohn et Gade avec Cédric Meckler ; les concertos pour orgue et orchestre de C.P.E. Bach, J.C. Bach, Haydn, Corrette, et le premier enregistrement mondial des concertos à plusieurs claviers (orgues) de J.S. Bach en compagnie de Marie-Claire Alain.
Récompensé par de très nombreux Diapason d’Or, Choc du Monde de la Musique, ffff de Télérama, 10 de Répertoire, Joker de Crescendo et Recommandé par Classica, ainsi que par la presse étrangère (FonoForum, PianoNews, The American Organist,…), il a en outre obtenu les cinq récompenses les plus prestigieuses décernées par la presse francophone : Grand Prix de la Nouvelle Académie du Disque pour son intégrale Buxtehude en 5 CDs ; Grand Prix de l’Académie Charles Cros, Grand Prix de l’Académie des Beaux-Arts, Diapason d’Or de l’Année 2000 pour son intégrale J.S. Bach en 15 CDs (élue également comme version de référence dans « Les Essentiels Bach » de Classica en 2021) ; Choc Classica de l’Année 2016 pour son intégrale Bruhns-Hanff-Kneller.
L’ensemble de ses enregistrements est très régulièrement diffusé sur les ondes (France Musique, Europe 1, France Inter, Radio Classique, RCF, RTBF, RAI, American Public Media,…) et, parmi les trois retenus jusqu’à présent dans les émissions de critiques à l’aveugle, deux ont été classés en première place (Livre d’Or de Nicolas de Grigny, Leçons de Ténèbres de François Couperin). Certains sont utilisés comme bande-son pour des films (Le Souffle de Damien Odoul, Mon meilleur ami de Patrice Leconte). D’autres enfin ont été utilisés de 2011 à 2017 par le CNED pour la préparation à la licence de musicologie.
À quatre mains avec Cédric Meckler, il enregistre une douzaine d'albums : intégrale Mozart (Choc du Monde de la Musique), intégrale Mendelssohn avec la transcription du Songe d’une nuit d’été par l’auteur (Diapason d’Or, 4 étoiles Monde de la Musique, 5/5 Hifi-Video, Maestro de la revue Pianiste, Enregistrement de référence du dossier bicentenaire Mendelssohn de Diapason, disque de l’année 2007 Audiophile Mélomane), récital pour l’inauguration de l’orgue de la Cathédrale de Tulle (Excellent disque Classica, 5/5 Hifi-Video, 4 étoiles Monde de la Musique), programme Joseph Haydn sur l’orgue de Mougins (4 étoiles Monde de la Musique, La Clef ResMusica.com), intégrale de l'œuvre pour orgue de Niels Gade (5 diapasons, Excellent disque Classica), « Pasión » autour de la danse hispanique (Disque de l’année 2011 Orgelnieuws), « Concertos à 8 mains » en première mondiale comprenant les deux concertos pour piano et orchestre de Johannes Brahms (« 6/6 PianoNews ») dans des transcriptions pour la configuration inédite d’orgue à 4 mains et piano à 4 mains, des pièces spécialement écrites pour orgue à quatre mains sur l'orgue Cavaillé-Coll de Lunel (Excellent disque Classica, Disque presqu'idéal Musikzen) puis sur l’orgue Merklin de Commentry, « BACH(s) » consacré à la dynastie Bach et comprenant de nombreux inédits (Excellent disque Classica, The American Organist), « Le Rameau d’Olivier » consacré à des transcriptions par le duo d’œuvres de Jean-Philippe Rameau sur l’orgue historique de Saint-Maximin-La-Sainte-Baume (Coup de Cœur Classica, The American Organist), « Apprentis Sorciers » consacré à la musique symphonique française sur le grand-orgue de la cathédrale de Monaco (Coup de Cœur Classica, 4 étoiles L’Obs, Crescendo 10/10, 5 Diapasons).

## Distinctions
- Chevalier de l'ordre des Arts et des Lettres
- Chevalier de l'ordre du Mérite culturel (Monaco)